# خون‌بها (فیلم ۱۹۷۴)
خون‌بها (به انگلیسی Ransom، پخش در برخی کشورها The Terrorists و پخش در ایران با نام سه ثانیه به جهنم) فیلمی محصول سال ۱۹۷۴ و به کارگردانی کسپر ورده است. در این فیلم بازیگرانی همچون شان کانری، ایان مک‌شین و ایزابل دین ایفای نقش کرده‌اند.